# Bela B.

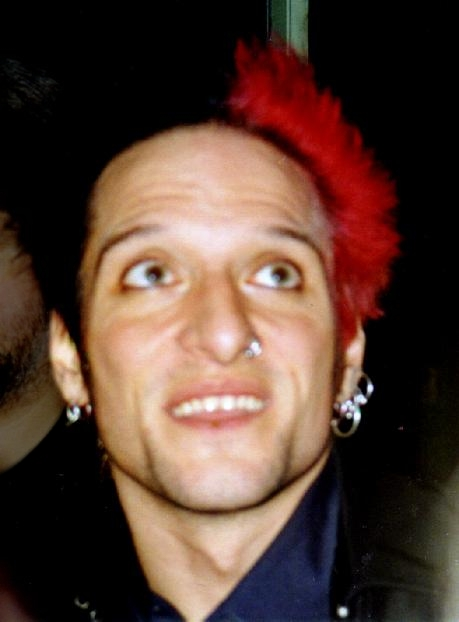
Bela B.

Bela B., även Bela B. Felsenheimer, född 14 december 1962 i Spandau som Dirk Albert Felsenheimer, är en tysk skådespelare, sångare och trumslagare i gruppen Die Ärzte. 
2003 läste Bela in ljudboken Das Handbuch: Der Schnelle Weg Zum Nr 1 Hit; en dubbel-CD med den tyska översättningen av The Manual: How To Have A Number 1 The Easy Way, The KLFs instruktionsbok till hur man skapar en hitsingel.
2006 kom Felsenheimers första soloskiva, Bingo. På skivan medverkar även Lula, Charlotte Roche och Lee Hazelwood. 
Han har även givit ut en skiva med den japanska Horrorpunkgruppen Balzac där han sjunger två Balzac-låtar och Balzac gör två Bela-låtar.

## Diskografi (solo)
- Bingo

## Filmografi
- Garden of Love
- Edelweißpiraten
- Video Kings
- Inglourious Basterds